# 광운중학교
광운중학교(光云中學校)는 대한민국 서울특별시 노원구 월계동에 있는 사립 중학교이다.

## 학교 연혁
- 1934년 5월 20일 : 화도 조광운 박사 무선강습소 설립
- 1948년 1월 27일 : 재단법인 조선무선중학교 인가, 조광운 박사 교장 겸 재단이사장 취임
- 1964년 10월 30일 : 대학교 명을 광운전자공과대학으로 변경
- 1964년 12월 7일 : 광운 중학교 설립인가
- 1965년 3월 : 초대 신기선 교장 취임
- 1965년 3월 : 개교식 및 제1회 신입생 모집
- 1990년 12월 : 5층 특별교실 증축
- 1993년 8월 : 체육실, 빙구부실, 영선실 증축
- 2001년 1월 : 학교 제1.제2 멀티미디어실 완공
- 2004년 10월 : 탐구관 준공
- 2014년 3월 : 학생식당 준공
- 2023년 2월 : 제56회 졸업(졸업생 총인원 24,913명)
- 2023년 3월 : 제12대 이태익 교장 취임

## 참고 자료
- 광운중학교 - 한국교육학술정보원 학교알리미